# Eugène-Louis Lequesne
Eugène-Louis Lequesne (o Le Quesne) (nacido en París el 15 de febrero de 1815, murió en París el 3 de junio de 1887) fue un escultor francés.

## Biografía

### Primeros años
Se sabe, gracias a la obra de 1875 de Charles Lefeuve sobre la Historia de París calle por calle y casa por casa, que Lequesne fue hijo del dueño de un edificio de la esquina de la calle Villehardouin en el 3.er distrito, que había heredado de su abuelo, el Sr. Garand, director general de abastecimiento militar, y que habría habitado en el pasado Crébillon padre.
Después de una formación jurídica rematada con una licenciatura en Derecho, ingresó en 1841 en la Escuela Nacional de Bellas Artes, en el taller de James Pradier, y expuso en el salón del siguiente año. Sus estudios son calificados de "brillantes" en el registro que le dedica el diccionario Bénézit (Tomo VIII). En 1843, obtuvo el segundo Premio de Roma, y en 1844 el primer premio, con un bajorrelieve titulado asesinato Pyrrhus tuant Priam (Pirro asesina a Priamo, 2.º libro de la Eneida), yeso que se conserva en la ENSBA.
Figura en la lista de los residentes de la Academia de Francia en Roma desde 1844 hasta 1849, en ese su último año en Roma coincide con Jean-Louis Charles Garnier, el Gran Premio de Arquitectura en 1848. Durante su estancia en Roma, esculpió una copia del Fauno Barberini, que se entrega a Francia en 1846, expuesta en la ENSBA. Señalar que el fauno original está expuesto en la Glyptotheca de Múnich, y el Museo de Orsay expone también una de las copias de mármol realizadas por Jean-Antoine Houdon en 1778.
En 1851, recibió una medalla de 1 ª clase en el salón, con su fauno danzante del que una versión en bronce de 2 metros de altura destinada al jardín de Luxemburgo se expuso al año siguiente. En 1855 fue galardonado con el premio de escultura en la exposición, y también con la Legión de Honor.
Luego se convirtió en un artista casi oficial del Segundo Imperio, al igual que su maestro, Pradier, desaparecido de repente en 1852, al haber estado a favor de la Monarquía de Julio. Cabe destacar los estrechos vínculos entre los dos escultores.

### Sus vínculos con Pradier

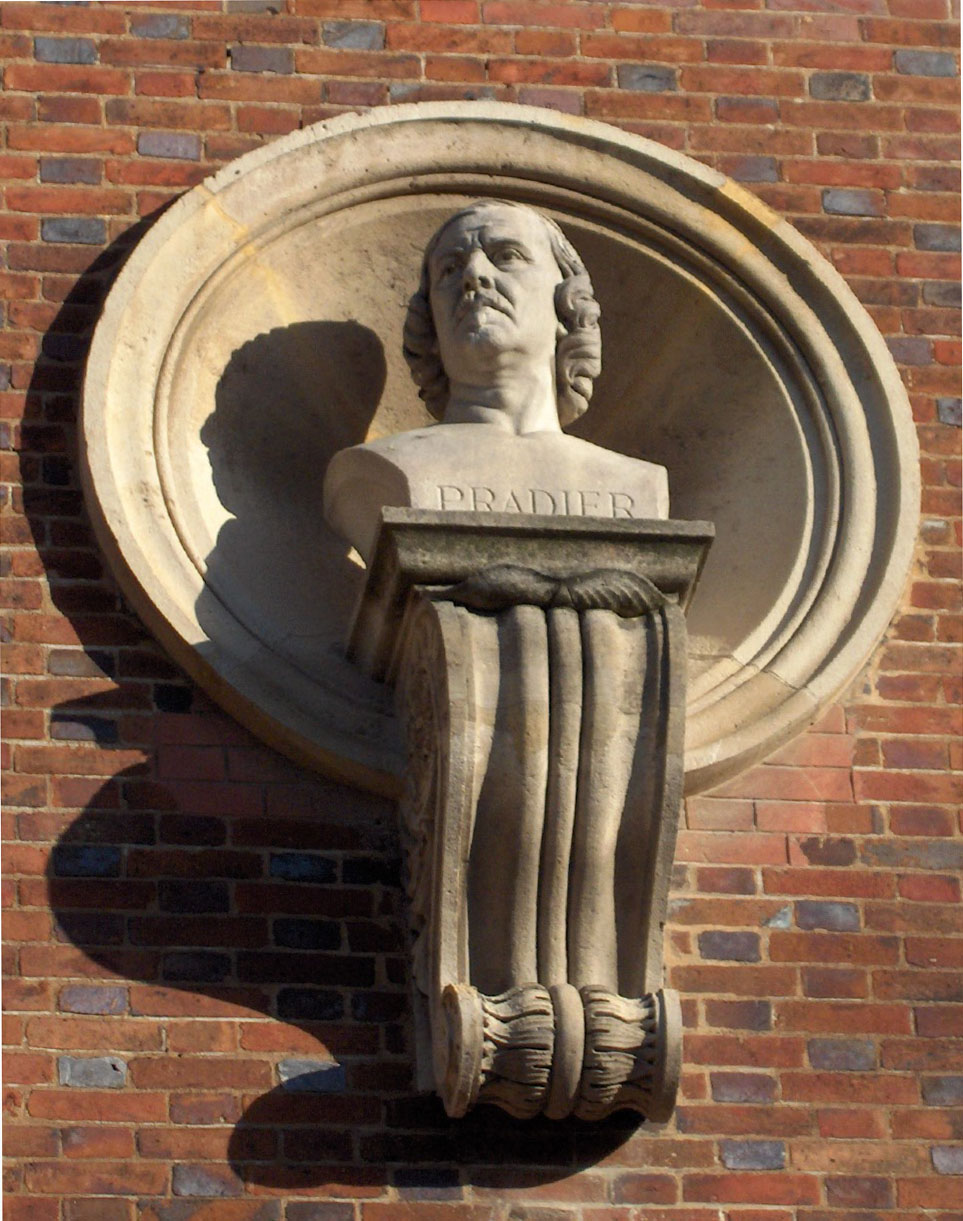
Busto de James Pradier (Palacio de Luxemburgo).

Un sitio dedicado a Pradier publica un artículo relacionado con este tema. Su autor afirma que " de entre todos sus alumnos, sin duda fue Eugène Lequesne al que Pradier tuvo más afecto". Nombrado por la voluntad de Pradier tutor de sus hijos, se le dio la tarea de terminar varias obras del escultor que permanecían en forma de proyecto. Responderá también a la solicitud del arquitecto Visconti, para retocar algunos detalles de las doce victorias de la tumba de Napoleón, y más tarde fue llamado a reconstruir la estatua de Lille, dañada durante la Comuna. A su muerte en 1887 era dueño de varios modelos de gran tamaño de su maestro, que su hijo donó a los museos nacionales [...] El 12 de mayo de 1854, el consejo familiar de la familia de Pradier asigna 12 000 francos a Lequesne por finalizar tres estatuas de mármol, la de Pandora, un Guerrero muriendo y una bañista; a Lequesne se le faculta para poder vender a quien quiera y al precio que considere apropiados, las estatuas y estatuillas que realizaron juntos. "
Cuando se trata de construir en la división 24 del cementerio del Père Lachaise, la tumba del maestro, los conflictos surgen entre sus alumnos. "Antoine Etex, que se jactaba de ser el más antiguo de los estudiantes presentó un proyecto, pero Eugène Louis Lequesne, en mejores relaciones con la familia, le desplaza y realiza el busto de bronce..."
Las relaciones privilegiadas entre Lequesne y James Pradier también son destacadas por Maxime Du Camp, en el salón de 1857: 

animado por un pensamiento piadoso, el Sr. Lequesne, uno de los estudiantes más serios de Pradier, ha ejecutado en mármol con un soldado moribundo del que el maestro había dejado un dibujo. Esta buena intención tiene su recompensa en el mérito de la obra que es hermosa en todos los sentidos [...] El Sr. Lequesne inspirándose en una maqueta inconclusa de Pradier, ha conseguido realizar una academia original y de una anatomía bien observada ... La mano del alumno ha hecho su trabajo; ella ha [...] dado a esta figura un aspecto grandioso del que el maestro no hubiese renegado [...] Pradier [...] compuso un magnífico grupo a escala 1/2 representando a Ulises portando el cuerpo de Aquiles ; lo hemos visto a menudo en su estudio: es una obra maestra. ¿Es posible que el Sr. Lequesne, guardando religiosamente el recuerdo de su maestro, haya dotado a este grupo con las proporciones que Pradier había soñado?

Sabemos también, gracias a las fichas disponibles en los sitios web del Ministerio de Cultura francés, que una serie de dibujos de Pradier fueron donados por Lequesne al Louvre, en virtud de la liquidación de los bienes del maestro.

### Como jugador de ajedrez
Lequesne fue un buen jugador de ajedrez. Así, cuando en 1858-59 el campeón americano Paul Morphy emprendió una gira por Europa, se enfrenta simultáneamente a 8 campeones de Francia, en una partida "a ciegas" que duró diez horas en el a la Café Régence de París. Entre estos ocho franceses figura Eugene-Louis Lequesne, que se convirtió en su amigo y le rindió homenaje tallando su busto en mármol, que fue inmediatamente instalado, coronado de laureles junto a los de otros campeones famosos, Labourdonnais y Philidor, en el club de ajedrez de la sala del café en la regencia.
Este busto se exhibe en el Salón de 1859 y Lequesne ofrece al campeón una segunda copia en mármol de tamaño más pequeño; también se preparan réplicas de bronce de 3 / 5 para la venta.
Charles Lefeuve, citado anteriormente, indica a propósito del inmueble Lequesne: 

El Sr. Lequesne, un escultor distinguido y jugador de ajedrez, cuyas partidas han sido notorias , es el hijo del propietario.

Según un artículo titulado El arte y los cafés literarios de París, publicado en 1882. Los jugadores que siguen las partidas con la mayor atención son: el Sr. Rosenthal, un polaco; el Sr. Festhamel que, en el Monde Illustré, en el Opinion Nationale, en el Century, presenta los problemas más difíciles; el Sr. vizconde de la Bornier, de acuerdo a los rumores de los entendidos, autor de la Fille de Roland puede, en poco tiempo, convertirse en una gran fuerza; el Sr. Chaseray, subastador, que descansa de las fatigas de la lonja ante un tablero de ajedrez; el escultor Lequesne; el Sr. Baucher, hijo de un profesor de equitación; Charles Jolliet, cuya voz llena la sala; el Sr. Auguste Jolliet, del Teátre Français, el Sr. Proudhon del mismo establecimiento;, el Sr. Séguin; Charles Royer, un estudioso que ha escrito varios volúmenes de Lemerre, con prefacios muy notables. El Sr. Royer es el sobrino del Sr. Garnier-Pagès, que puede ser visto de vez en cuando en el Régence con su pelo largo blanco cayendo sobre su enorme falso cuello; el Sr. Maubant, de la Comédie-Française; el Sr. de la Noue, hijo del exministro del Imperio, el Sr. Billaut; un oficial retirado, el Sr. Coulon, que empuja sus piezas sin perder la compostura militar."

## Principales obras

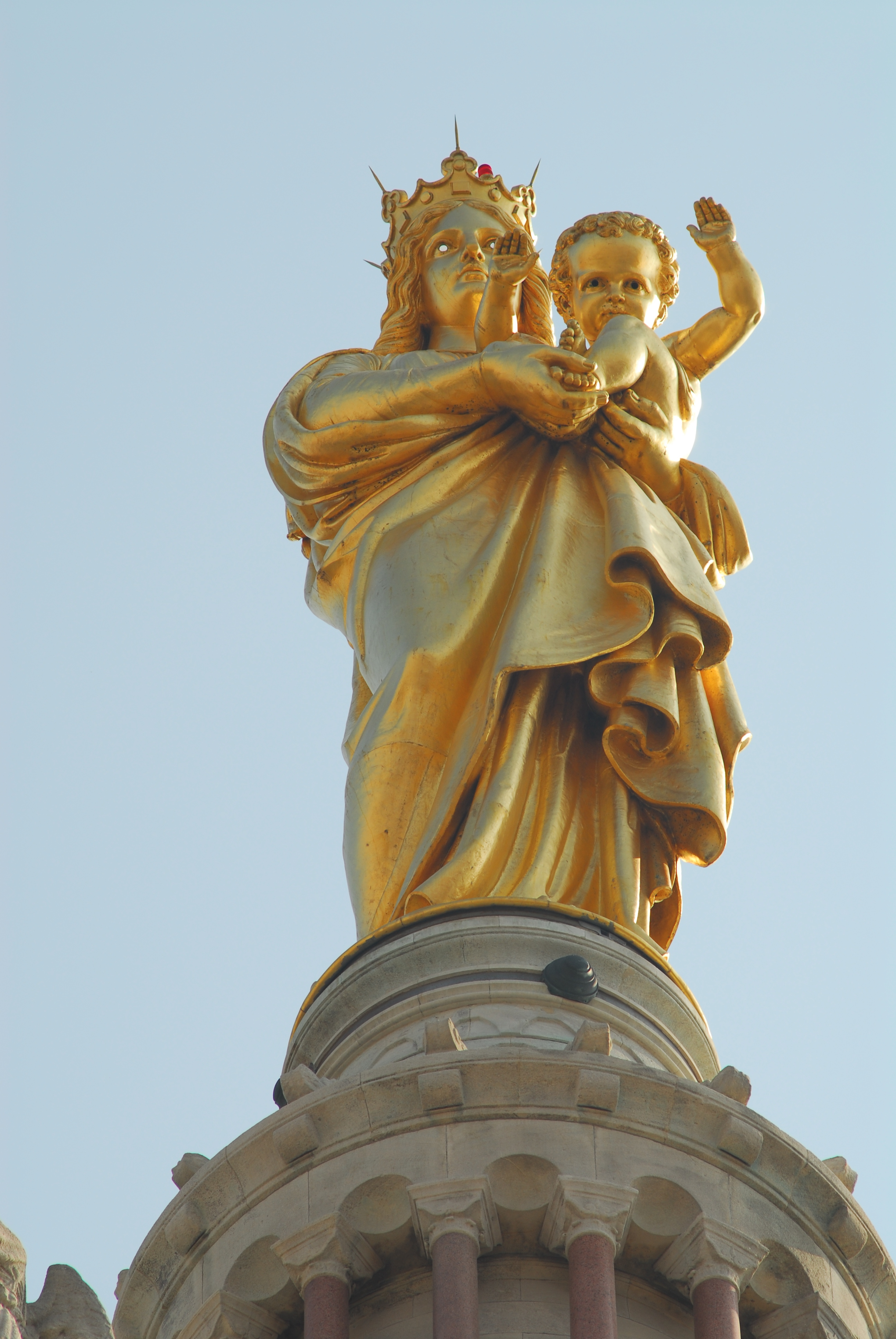
La bonne mère
La Buena Madre.

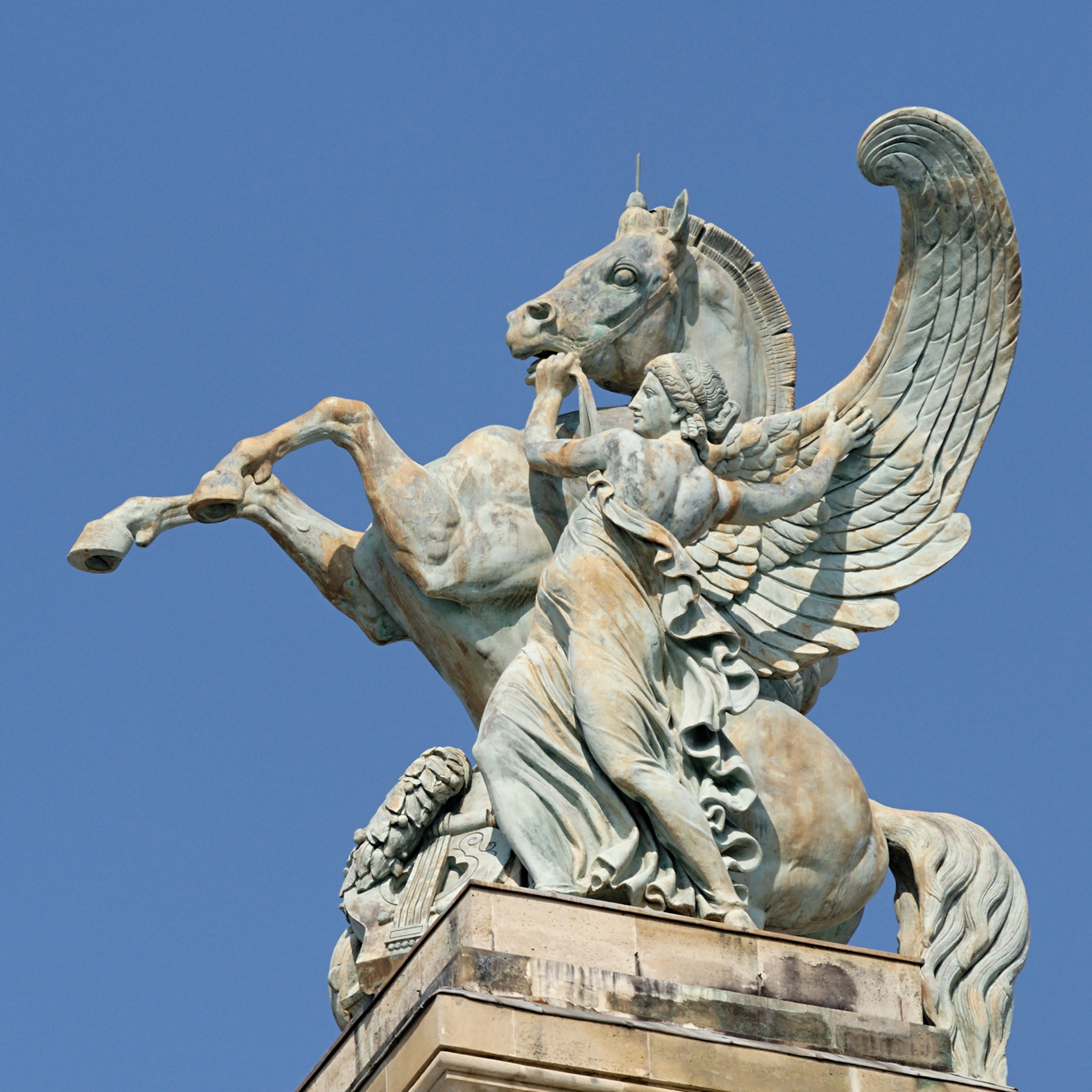
La Renommée retenant Pégase
Fama reteniendo a Pegaso.

Entre las obras de Lequesne más conocidas por el público en general debe ser colocada en primer plano la gigantesca estatua de la Virgen y el Niño Jesús - la Buena Madre - que domina Marsella desde el campanario de Notre-Dame de la Garde, cuya primera piedra fue colocada en septiembre de 1853 y cuya consagración tuvo lugar el 5 de junio de 1864 (pero los trabajos se prolongaron hasta 1870). El proyecto de Lequesne prevalecen sobre los de sus colegas Millet y Gumery.
Según la mayoría de las fuentes, la estatua monumental de cobre, de más de 9 metros de altura, fue recubierta con lámina de oro en los talleres Christofle de París. Su peso es de 4 500 kilogramos y está fechada en 1867. El rostro de la Virgen por sí solo mide 1,25 m y el del Niño Jesús 0,80 m, el contorno de la muñeca mide 1,10 metros. Una escalera de caracol sube por dentro de la estatua desde la que descubrimos el Mediterráneo a través de la abertura de los ojos. La estatua fue instalada en 1870. En el marco del Segundo Imperio, la erección de estatuas religiosas de este formato no es única y puede encontrar varios ejemplos de la escultura francesa del siglo XIX, obra de referencia editada por la comisión de asuntos culturales, con motivo de la exposición de 1986 en el Grand Palais, allí se dedica un capítulo a las "vírgenes colosales del Segundo Imperio", indicando otros ejemplos en Clermont-Ferrand, en Biarritz, en Châteaurenard, en Lourdes, en Burdeos, en Puy, etc.
Las cifras facilitadas por el sitio web oficial son divergentes:
- Altura de la estatua de la Virgen: 11,20 m.
- La altura total de la estatua y su pedestal: 23,70 m.
- Masa de la estatua: 9 796 kg (16 toneladas, incluidas la estructura interna).
- Diámetro de la parte más ancha: 3,60 m.
- Principal altura de la estatua: 225,70 metros.

### Los dos Pegasos de la Ópera de París
En segundo lugar vienen los dos grupos monumentales de bronce de la Fama reteniendo a Pegaso que decoran, en la terraza trasera de la fachada sur, custodiando el tejado a dos aguas del escenario de la Ópera de París, acompañando al grupo central de Aimé Millet. El museo de Orsay conserva los modelos de yeso de Lequesne. Sabemos que el arquitecto Charles Garnier, al que Lequesne había conocido en 1849 en la Academia Francesa en Roma, hizo un llamamiento para la decoración de su obra maestra, a los mejores escultores de la época, incluyendo a los ganadores del premio Roma. Según el registro de los Monumentos de Francia, los grupos en galvanoplastia, de 5 metros de altura, ejecutados en 1867-68, fueron restaurados en 1985 por el ifroa.

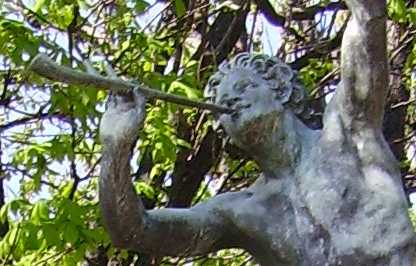
Le faune dansant
El fauno danzante (detalle).

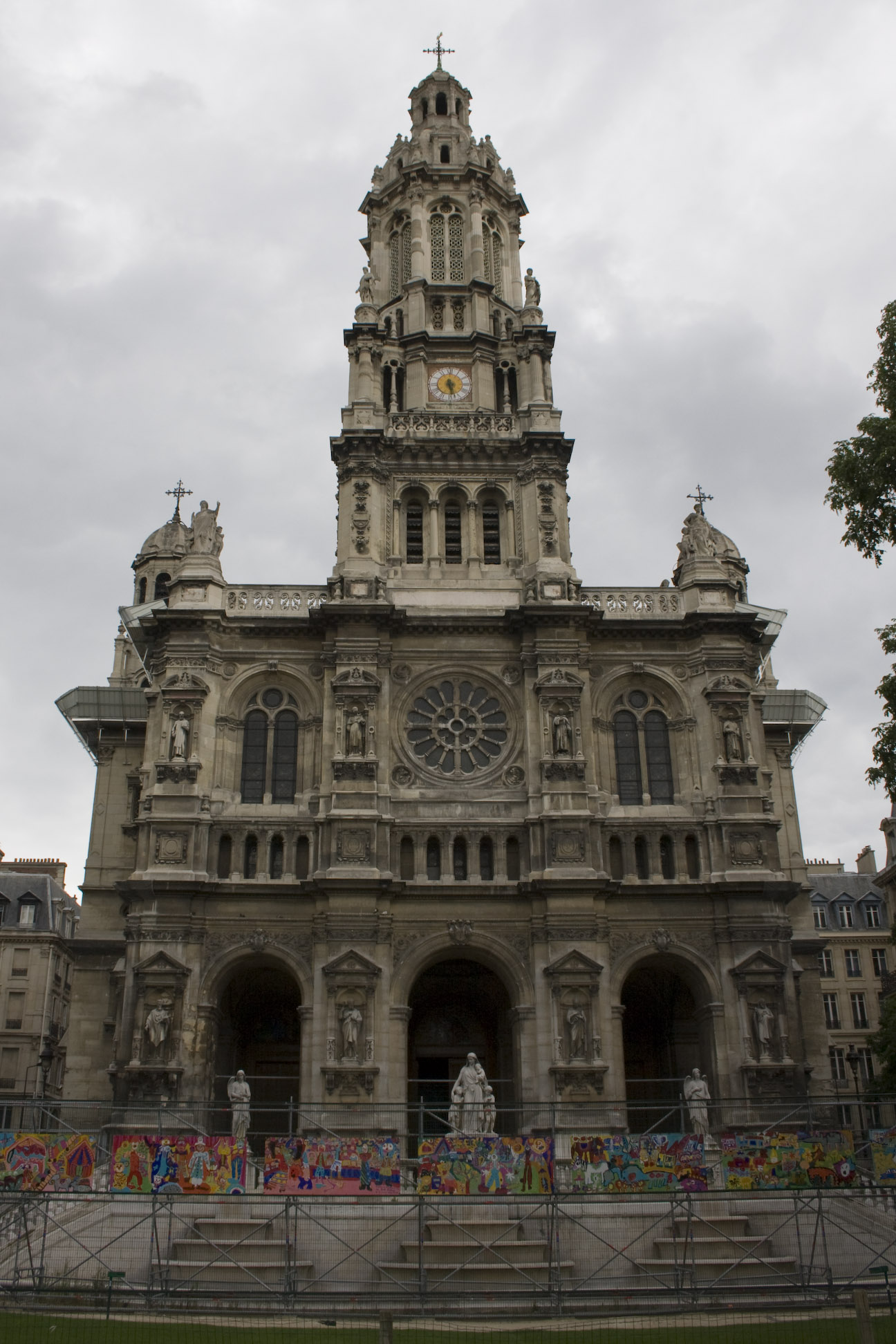
Fachada principal de la Iglesia de la Santa Trinidad
Estatuas de Fe, Esperanza y Caridad bajo los arcos.

### Fauno danzante de los Jardines de Luxemburgo
La versión en bronce, fundida por la Fundición Eck y Durand, y expuesta en el Salón de 1852, es de 2 metros de altura. Como se señaló, Lequesne, durante su estancia en Roma, había tenido la oportunidad de copiar varias obras antiguas, incluyendo el Fauno Barberini. El fauno de la danza del Luxemburgo, se inspira inicialmente en un fauno danzante de Pompeya, conservado en el museo de Nápoles, pero esto no le resta originalidad, lo que explica la buena acogida en el Salón de 1851 de su versión destinada a la fuente y la medalla de 1 ª clase obtenida por su creador.

### Las estatuas de la Fe, Esperanza y Caridad
Dominando la balaustrada entre las 3 fuentes y por debajo del pórtico principal de la Iglesia de la Santa Trinidad, construida en París entre 1861 y 1867. En este caso, son los trabajos iniciados por Francisque Duret, y completados por Lequesne después de la muerte del primero.

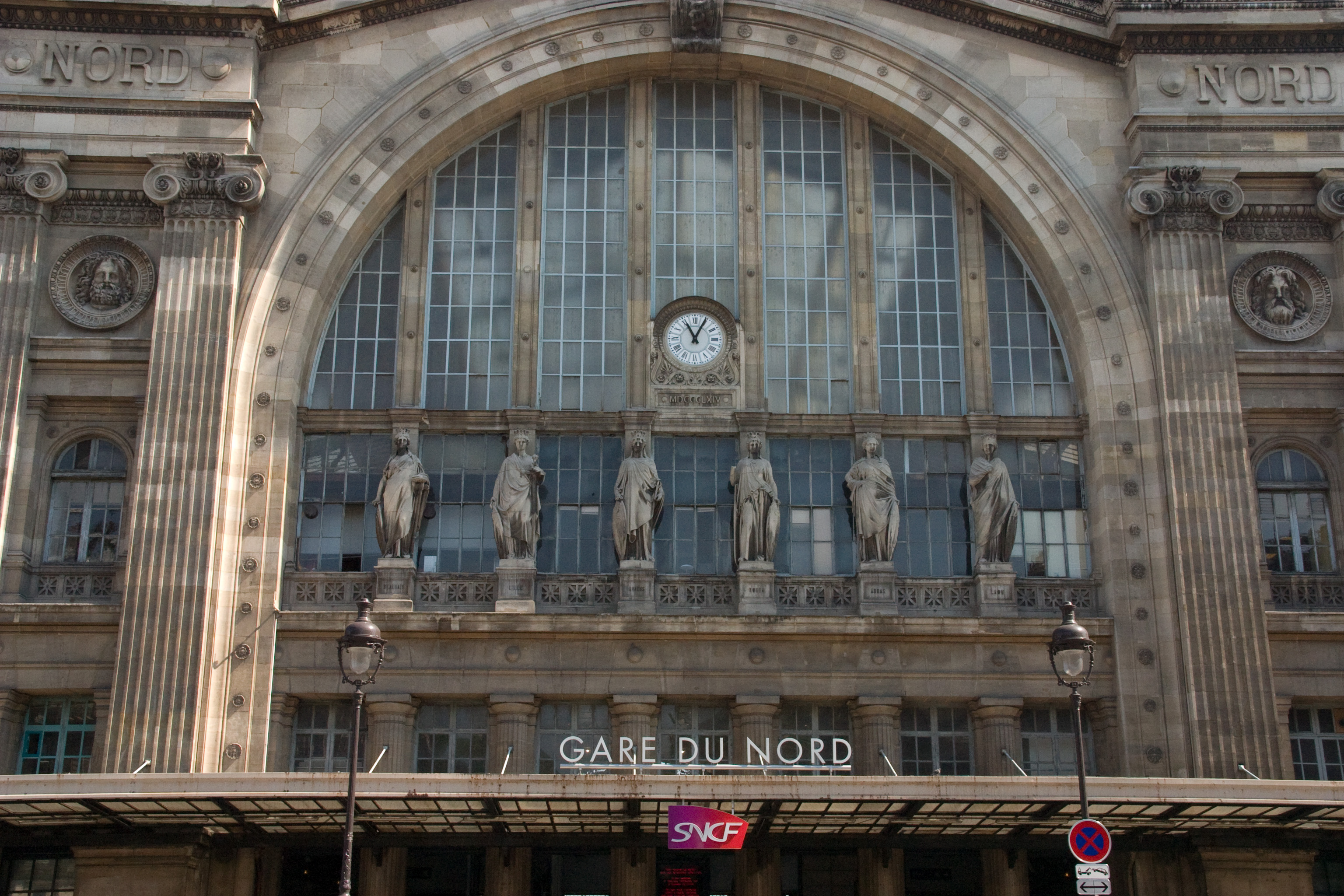
Portada principal de la Estación de París Norte, la tercera cariátide desde la izquierda representa a la ciudad de Amiens y es obra de Lequesne.

## Otras obras
A Lequesne se le pidió la colaboración en el diseño de varios proyectos de arquitectura en París y en otros lugares.
En París, aportó su trabajo escultórico en las fachadas de muchos edificios públicos:
- esculpe las cariátides y estatuas de los pabellones Moellien y Denon en el Louvre

- siguiendo en el Louvre, se le asignará, en el Cour Napoleón, la estatua de Phlippe de Commynes (ver galería)
- en la fachada norte del palacio de justicia, correspondiente a las salas de la Corte de Casación, es el autor de las estatuas cariátides la fuerza, la justicia, la inocencia y la delincuencia;

- en la Estación del Norte, es el autor de las estatuas que representan a las ciudades de Amiens y Rouen;

- en el circo de invierno: se le asignan a Pradier el friso circular bajo las ventanas, parece que en él colaboraron varios de sus aprendices, Duret, Bosio, Guillaume, Lequesne, Husson y Dantan, trabajando a partir de unos dibujos que el maestro había realizado para el circo de los Campos Elíseos;

- entre los proyectos de arquitectura, el diccionario de Bénézit cita un San Luis para la iglesia de Saint Paul-saint-Louis, y un san Cloud para la también parisina iglesia de Santa Clotilde.

También en París, en la Comedia Francesa, realiza el friso de decoración de la monumental chimenea de mármol sobre la que reposa, en el vestíbulo Pierre Dux, el famoso busto de Molière obra de Houdon. Lequesne ha representado 16 personajes las obras de Molière que asisten a la coronación de su busto, entre los que son fácilmente reconocibles como Jourdain, Scapin, Alceste, Mercure, Diafoirus, etc.
- en Marsella participa en las esculturas de la fachada de la prefectura, inaugurada el 1 de enero de 1867, realizadas junto con varios premios de Roma, como Gumery y Guillaume.

- en Amiens, decora el exterior del Museo de Picardía, creación del Segundo Imperio (Museo Napoleón). Él es el autor de las cariátides y los medallones visibles en la fachada. En su interior tiene un monumental grifo de estilo antiguo tallado para la decoración de la gran escalera, lo menciona Luis Auvray en su salón en 1863, información disponible en Gallica.

- en Quimper, es el autor del monumento de Laënnec erigido por suscripción de los médicos bretones, franceses y extranjeros al médico, inventor de la auscultación, nacido en esa ciudad el 17 de febrero de 1781 y fallecido en el cercano Ploaré, en 1826. La estatua,  fechada en 1867 y marcada por la señal de los fundidores Boyer y Rolland, fue inaugurada en mayo de 1868 en la plaza entre el ayuntamiento y la catedral. Señalar una cierta sensación de reencuentro cuando se compara con la estatua de Jean-Jacques Rousseau de Pradier, expuesta en Génova. Ciertamente son las diferencias en los detalles (estilo de asiento, la mano apuntando hacia arriba, que en aquella es la derecha en esta la izquierda, etc.). ¿No es posible ver aquí el homenaje del antiguo discípulo al maestro desaparecido?

- en La Flèche, esculpe en piedra la alegoría de la Villa, sobre el mausoleo dedicado al antiguo alcalde François-Théodore Latouche, construido en 1862 por suscripción pública en el cementerio de Santo Tomás.

- en Chaulnes, él es el autor de la estatua de piedra del erudito gramático y latinista Lhomond, nativo de esta comuna de la Somme, cuyo monumento fue erigido en 1860 por suscripción popular.

- en Angulema, él es el autor del busto en mármol de Eusèbe Castaigne, bibliotecario y estudioso de Charente, planteado por suscripción de la sociedad arqueológica e histórica de Charente, inaugurado el 15 de junio de 1870.

- en Cognac, citar el busto erigido en memoria del Sr. Emile Albert, abogado, también bibliotecario y erudito también de Carente.

El diccionario Bénézit cita algunas obras de Lequesne conservadas en varios museos
- en el museo de Amiens: Thuillier Constant, du Cange, la industria, la escultura. Estas indicaciones llevan a más preguntas que respuestas. ¿Estos trabajos corresponden a sus medallones y cariátides de la fachada o están expuestos en el interior? ¿Lequesne es también el autor de la estatua de bronce de Du Cange, erigido en 1849 en Amiens, bajo los auspicios de la Sociedad de Anticuarios de Picardía?

- en el museo de Beaufort: una máscara de Homero.
- en el museo de Burdeos: un fauno danzante.
- en el museo de Cambrai: una sacerdotisa de Baco.
- en el museo de Chartres: Qué sueñan las niñas y Vercingétorix derrotado desafiando a los soldados romanos.
- en el musée de Lille: Camulogène (émule lutécien de Vercingétorix). Museo de Lille: Camulogenus (emula lutécien de Vercingetorix).
- en la facultad de Medicina de París, el busto de Laënnec.
- en el museo de Roanne: Thuillier.
- en el museo de Versalles: el mariscal de Saint Amand (o St Arnaud?).
- es también el autor de una estatua de Napoleón III, sin precisión de lugar.

Además, según los registros del Ministerio de Cultura, el Louvre posee los pequeños bronces a escala de Lequesne, tanto los dos del parque fechados en torno a 1860, como el de Safo y Faón, fundidos por Gonon y fechados en 1850.

## Obras de reproducción múltiple
Al igual que muchos escultores de la época, varios trabajos han sido las réplicas del modelo de bronce a escala, como las del Louvre antes citadas. Hemos encontrado varios para la venta en sitios especializados.
El más común es, con mucho, el fauno danzante del Luxemburgo, que representa a una criatura joven y sin barba, bailando con una botella de vino, que se apoya en el pie izquierdo y toca una flauta con un solo tubo, en la mano derecha mientras se levantan la pierna derecha y el brazo izquierdo.

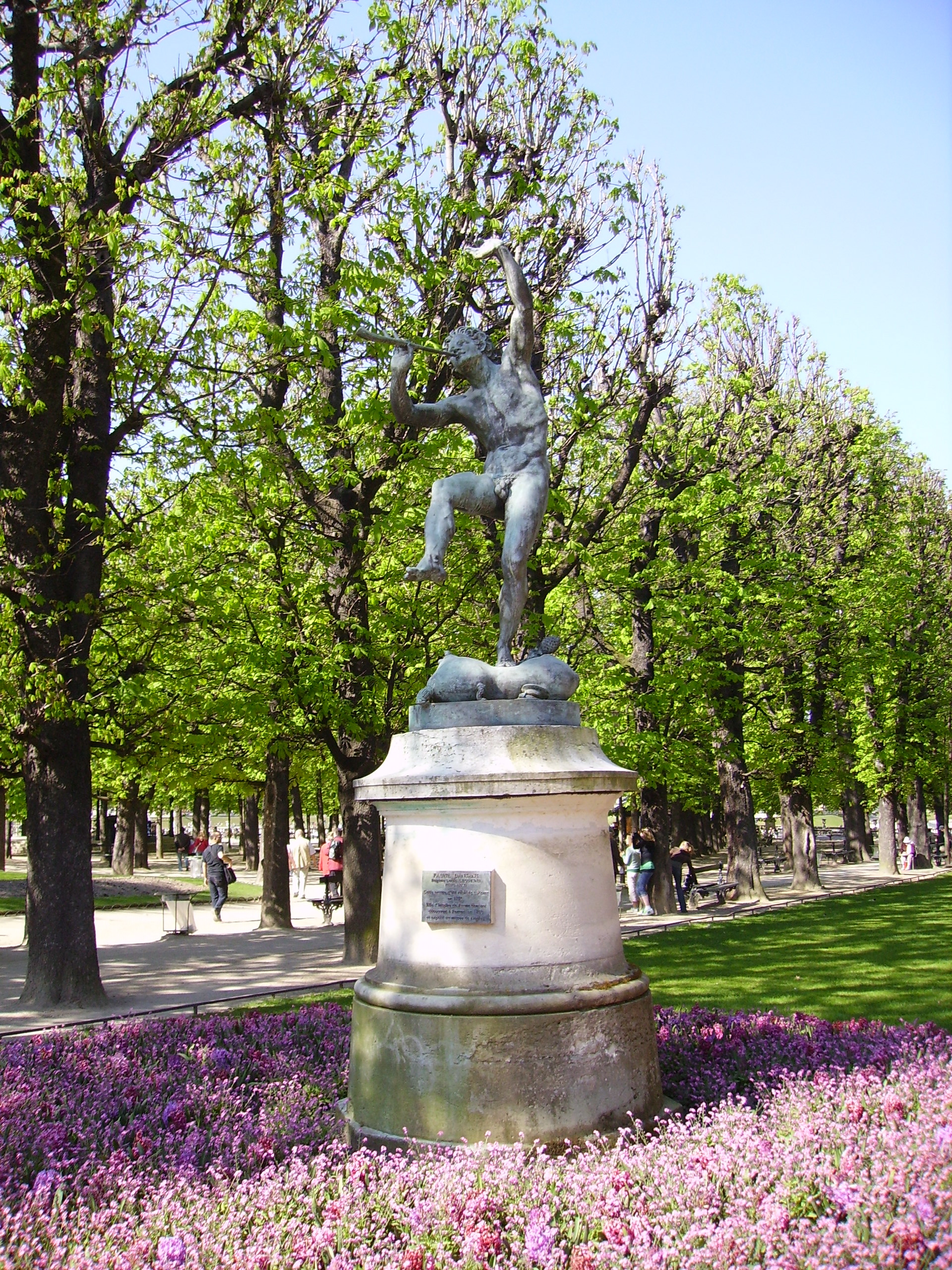
Fichier:Faune-Lequesne.jpg
Faune dansant du Luxembourg
Fauno danzante del Luxemburgo.

Existe un segundo fauno danzante, que lo representa mucho más viejo y barbudo, también levanta la pierna derecha, pero tocando una flauta doble que tiene en las dos manos. También fundido en bronce. Es probablemente el esquema expuesto en el Salón de 1887, que fue el último de Lequesne.
Se mencionan como expuestas en la 5 ª feria de antigüedades de París en febrero de 1999, dos estatuas, las matemáticas, por un lado, y la fortuna y el éxito de otro. Estos modelos de medidas 1,60 m de alto y 50 cm de ancho, provienen de la fundición Durenne en París.
En un formato monumental, el modelo a escala de un caballo anglo-árabe, fundido en bronce o hierro y con fecha de 1861 (fundido en bronce JJ Ducel) y 1867 (hierro fundido), se encuentran en sitios comerciales. Las dimensiones especificadas para el primero son de 2,50 m de largo, 1,48 m a la altura del hombro 1,90 m altura total. Para el 2.ª son de 200 × 198 × 83 cm, sin dar más detalles.
En este sentido, se revelan de interés para Lequesne los caballos (Pegaso, el friso del Circo de Invierno, la estatua de caballo anglo-árabe...). Además, expuso en el Salón de 1866, el busto del General Daumas, quien después de haber desempeñado las funciones de cónsul de Francia en Argelia en Mascara entre 1837 y 1839, estuvo al mando de la escuela de caballería de Saumur, y es el autor de un erudito trabajo, acerca de la doma de los caballos del Sahara, y que tiene la extraña distinción de haber sido objeto de comentarios técnicos del emir Abd el-Kader en persona... que se imprimen junto a cada página de la edición de 1853. Cuando sabemos que Abd-El-Kader y su familia fueron internados en el castillo de Pau y de Amboise, desde 1848 hasta 1852, no es imposible que Lequesne se haya cruzado en su camino.
Varios municipios en Francia conservan en busto o figura en pie, estatuas de la República que se han reproducido en muchas unidades, y erigido en los años 1900-1910, mucho después de la muerte de Lequesne. Se puede citar el caso en las comunas de l'Aude y de Esperaza para el busto; los de Alet-les-Bains, Bages, Marcorignan, Ouveillan... para la estatua.
Lequesne, como se indica en el artículo del Bénézit, emplea tanto materiales convencionales tales como el mármol y el bronce, como las nuevas técnicas de fundición (el arte de hierro fundido). Es en esta materia que se editan las estatuas en pie de la República fundidas por Ducel e hijo, cuya descripción en la ficha del inventario general de Asuntos Culturales, precisa que, para la de Marcorignan adquirida en 1882, intervino M. Plancard, "tienda de fundición de hierro y cobre" en Carcasona.
Acerca de la estatua de el verano, de hierro fundido, expuesta en el salón de 1864, el escultor y crítico Louis Auvray ofrece el siguiente comentario: "los críticos, en nuestra opinión, tienden en general a juzgar todas las esculturas desde el mismo punto de vista, sin diferenciar aquellas esculturas destinadas a la decoración de obras de arquitectura que tienen que armonizar con los edificios a los que están asignadas. A este tipo de escultura pertenece la estatua del verano, a la que el Sr. Lequesne fue capaz de dar un estilo simple y monumental ".
Así, a través de estos procesos técnicos novedosos, los modelos de Lequesne adquiridos por Ducel, y posteriormente por la Val d'Osne desde 1878, son innumerables, y se han extendido a América Latina: Primavera, verano, otoño, invierno, la justicia, la armonía, la libertad y la fidelidad se encuentran en Recife, l'amour à la lyre en Río de Janeiro. Y de nuevo, San Juan, San Vicente de Paúl con un niño, Santo con la Cruz, enfants torchères, esfingesy caballo en Santiago.

## Registro cronológico de las obras presentadas en el Salón de Bellas Artes
La literatura de referencia se pueden consultar en la base nacional de la Bibliothèque Gallica de Francia. Hay lagunas en los años 1853, 1854,1855, 1856, 1858, 1859, 1860, 1861 y 1862 y algunas dudas para 1857.
1851: ref. Claude Vignon.
- Fauno danzante, modelo de yeso para ser fundido en bronce.
- bustos de yeso de Portalis y de la actriz Siona Lévy.

1852:
- Fauno danzante, versión en bronce para el jardín de Luxemburgo.

1857: ref. Maxime du Camp.
- Soldado muriendo en mármol, a partir del boceto de Pradier.

Otra referencia (sitio de Alain Atlan, comerciante de antigüedades de París), dice: "al Salón de 1857 se envió una pequeña estatua Bañista, una estatuilla Lesbia, ambas en bronce, una estatua del Dr. Laënnec para la villa de Quimper, una estatua de saint Cloud y una estatua de San Luis." Es discutible, porque hay un error de 10 años para la estatua de Laënnec.
1863: ref. Louis Auvray.
- Grifo antiguo, destinado a la gran escalera del Museo Napoleón en Amiens.

1864: ref. catálogo oficial y Louis Auvray
- El Verano, estatua de hierro fundido.
- Retrato del señor Reinaud, orientalista, miembro del Instituto, de la Academia de Inscripciones y Letras, busto de mármol.

1865: ref. catálogo y Louis Auvray.
- Retrato de MT, presidente de sección en el Consejo de Estado, busto de mármol.

1866: ref. catálogo, Louis Auvray y Émile Zola.
- Retrato del General Daumas, busto de yeso.

1867: ref. catálogo.
- Estatua de bronce del Dr. Laennec (para la ciudad de Quimper).

1868: ref.catálogo
- Sacerdotisa de Baco, estatua de yeso.
- Retrato de Su Excelencia el vizconde de Paiva, Ministro Plenipotenciario de Portugal, busto de yeso.

1869: ref. catálogo y Louis Auvray.
- Retrato de la Srta. S., busto de yeso.

1870: ref. catálogo.
- Sacerdotisa de Baco, estatua de mármol.
- Camulogenus, estatua de yeso.

1872: ref. catálogo.
- Bañista, estatua de yeso

1874: ref. catálogo.
- ¿Qué sueñan las niñas?, estatua de yeso.
- Retrato del señor de Maupas, ministro retirado, busto de mármol (supervisó, en nombre del gobierno imperial, el desarrollo de proyectos y la construcción de la Basílica de Notre-Dame de la Garde en Marsella).

1876: ref. catálogo.
- Gaulois au poteau, estatua de yeso.

1877: ref. catálogo.
- Retrato de la señora ***, busto de yeso.

1879: ref. catálogo.
- Laënnec, busto de yeso.

1880: ref. catálogo.
- Retrato del Dr. Jules Guérin, busto de yeso.

1883: ref. catálogo.
- Retrato del señor Lasalle, busto de yeso.
- Laënnec, busto de bronce, ofrecido a la Facultad de Medicina por el profesor Potain.

1884: ref. catálogo.
- Retrato de la señorita Rosita Mauri, busto de yeso.
- Retrato del señor Mérante, busto de yeso.

(la señorita Mauri es una famosa bailarina de la época, de la que nos han llegado diferentes retratos pintados o tallados, y el Sr. Mérante es su coreógrafo en ese momento).
1885:
- La Francia en Tonkin, busto de yeso.
- Joven romano, cabeza en estudio, bronce.

1886: ref. catálogo y catálogo ilustrado.
- Retrato del Sr. Leo Lechapelier, busto de yeso (se encuentra reproducido en el catálogo ilustrado )

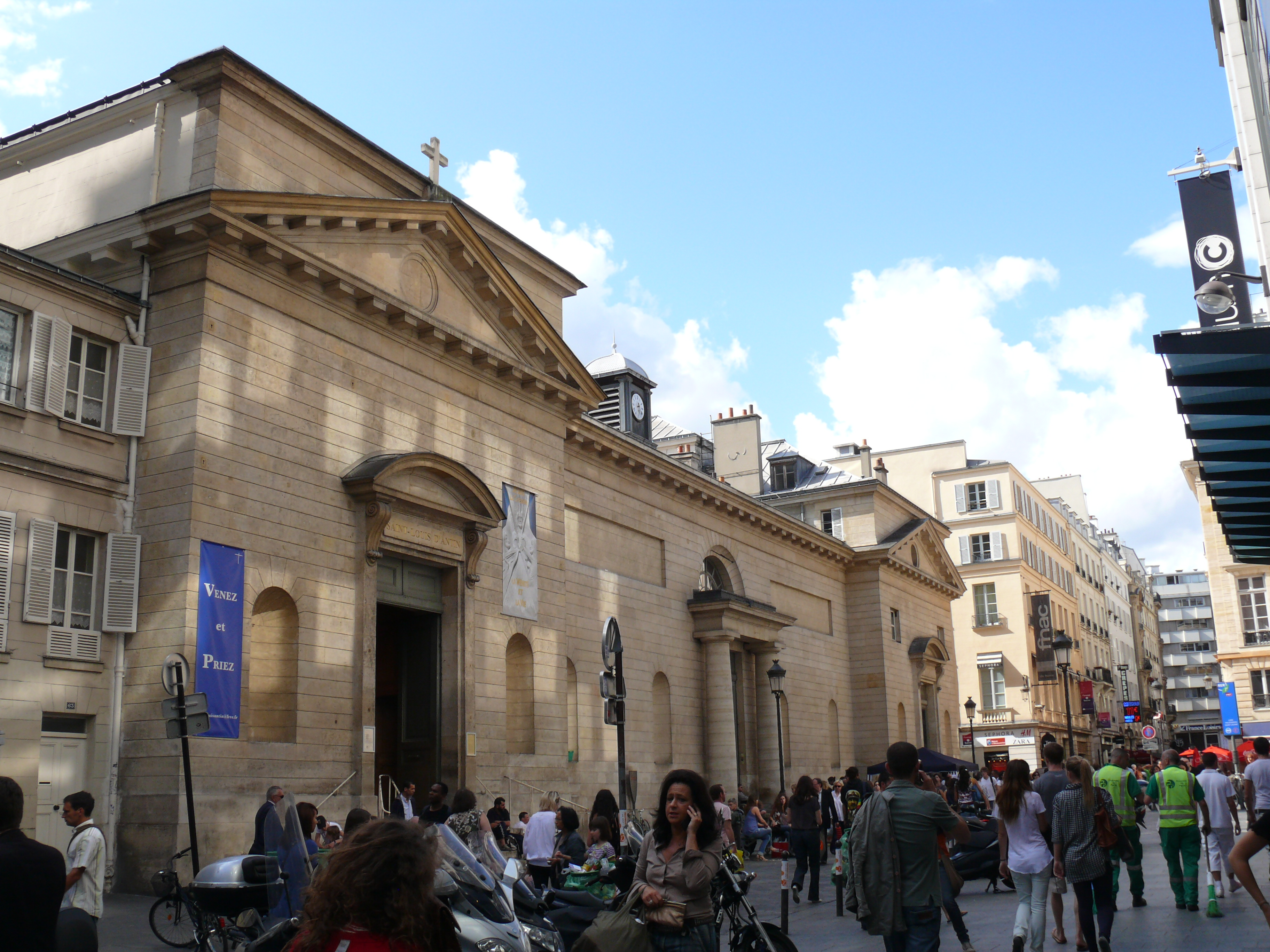
Iglesia de San Luis d'Antin.

1887: ref. catálogo
- Fauno danzante, boceto, bronce

### Galería de imágenes

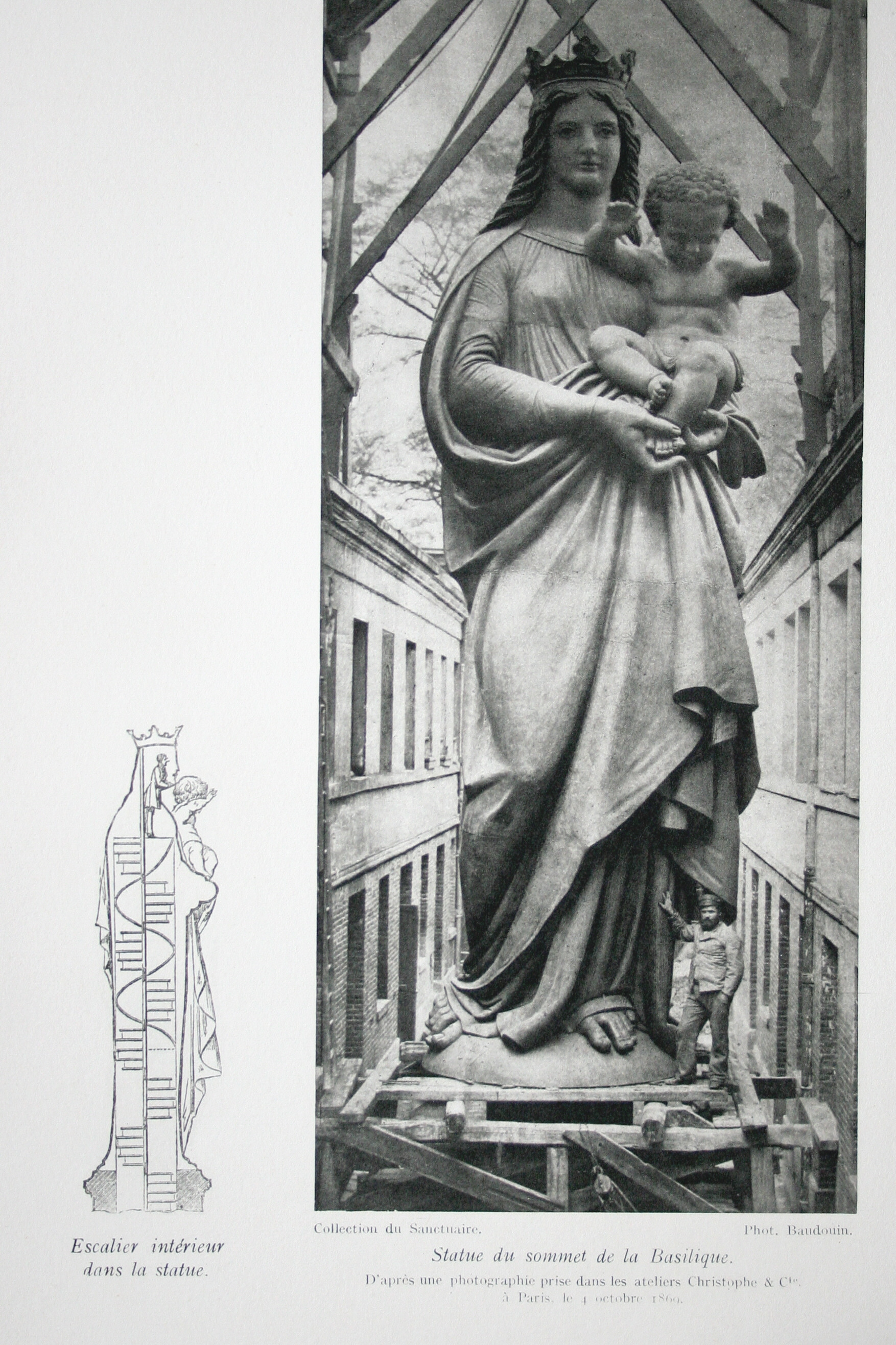
Croquis de la estructura de la estatua y fotografía de la virgen de la garde en los talleres Christophe hacia 1869 antes de su traslado a Marsella.
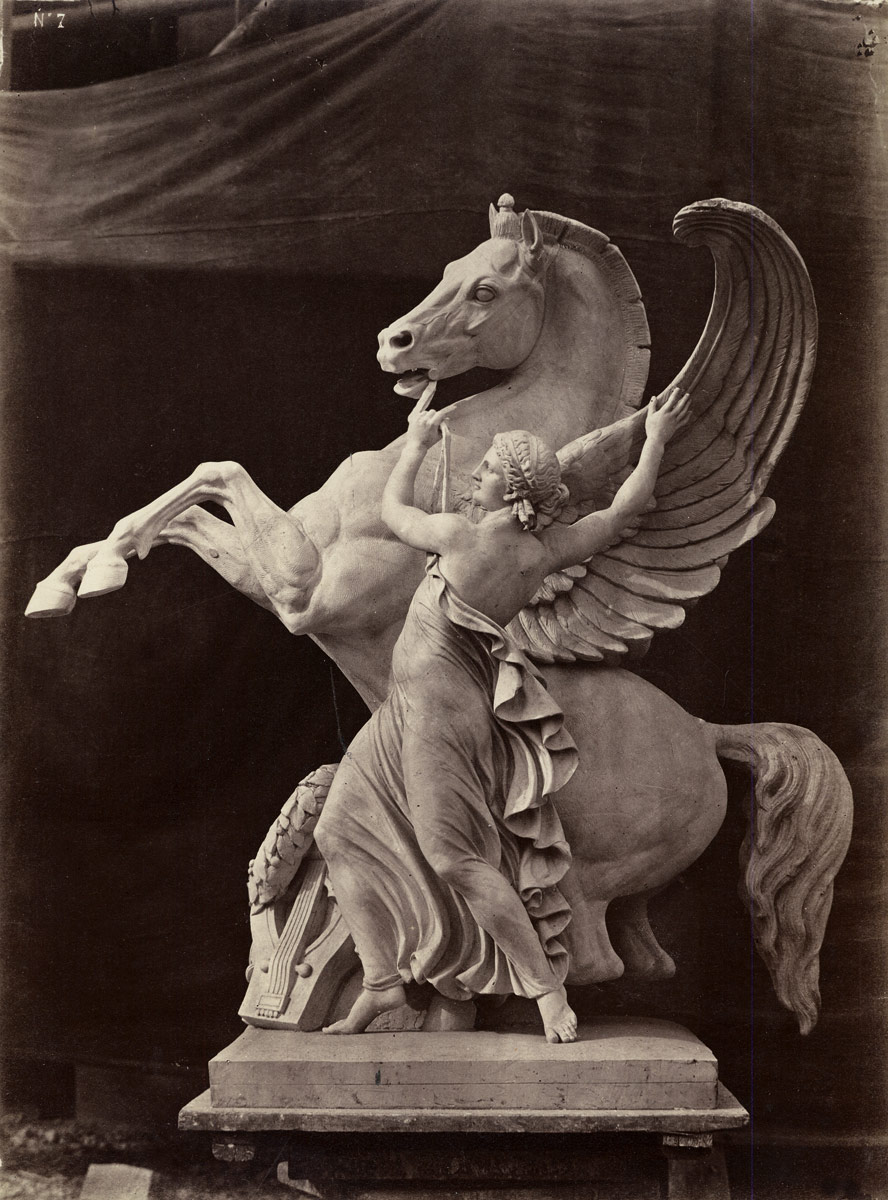
Estatua de yeso conservada en el Museo de Orsay de La fama refrenando a Pegaso. Modelo para fundición. Foto s.XIX.
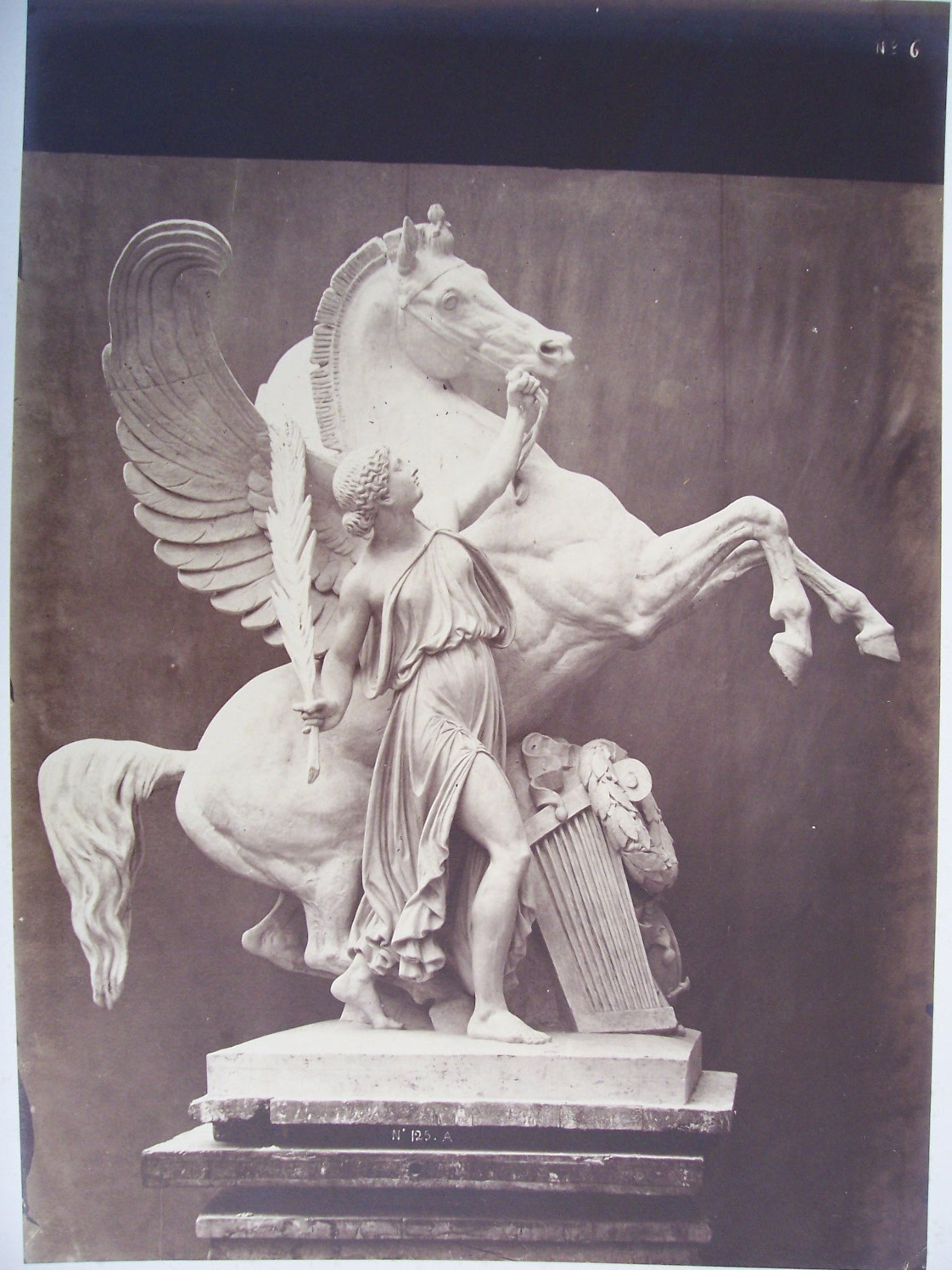
Modelo para fundición del Pegaso para la Ópera Garnier
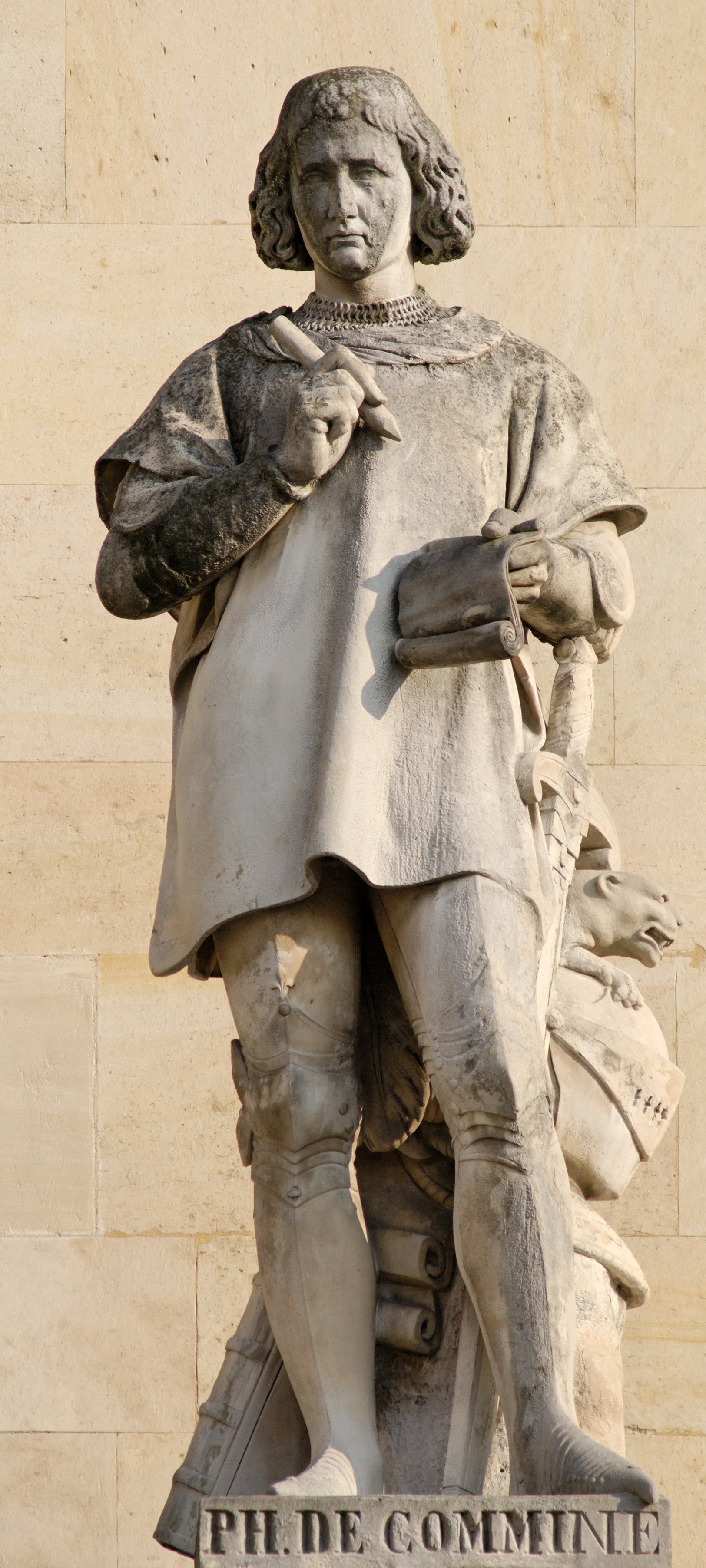
Estatua de Phlippe de Commynes, para el Cour Napoleón, del Museo del Louvre